# Qikiqtaaluk (White Island)
Qikiqtaaluk, offizieller Name der Insel seit dem 25. April 2013, davor White Island, ist eine unbewohnte Insel des Kanadisch-arktischen Archipels in der Kivalliq Region des kanadischen Territorium Nunavut.
Die Insel liegt im äußersten Südwesten des Foxe Basin vor der Nordspitze von Southampton Island.
Sie hat eine Landfläche von 789 km².
White Island wird von Southampton Island durch die schmale (weniger als 2 km breite) Comer Strait nach Westen und durch die Falcon Strait im Süden getrennt. 
White Island besitzt mehrere Landspitzen, darunter Cape Middleton, Cape Frigid und Cape Deas. 
Whale Sound und Toms Harbour liegen an der Ostküste der Insel.
Die Frozen Strait verläuft nördlich der Insel.
White Island ist von mehreren kleinen Inseln umgeben. Zu ihnen zählen Passage Island, Whale Island, Seekoo Island, Nas Island und viele namenlose Eilande. 
Der höchste Gipfel von White Island erreicht eine Höhe von 381 m.
Die Insel wird von Seen durchzogen. Der größte erreicht eine Länge von 17 km.